# 일월국민학교 문암분교
일월국민학교 문암분교는 대한민국 경상북도 영양군 일월면 영양로 3315(문암리 178-2)에 있었던 공립 초등학교이다.

## 연혁
- 1937년 8월 12일 일월공립보통학교 부설 문암간이학교 설립 인가
- 1937년 9월 1일 개교
- 1938년 3월 3일 도계공립심상소학교 부설 문암간이학교 개편
- 1943년 5월 11일 문암공립국민학교 승격
- 1943년 5월 24일 문암공립국민학교 개교
- 1947년 10월 3일 문암국민학교 용화분교 편입 개교(본교 7학급, 분교 1학급)
- 1953년 3월 1일 문암국민학교 오리분교 개교
- 1956년 3월 31일 오리분교 일월국민학교 이관
- 1971년 3월 1일 용화국민학교 승격 분리 및 6학급 편성
- 1980년 3월 1일 용화국민학교 용화분교장 격하 편입, 용저분교장 편입
- 1990년 3월 1일 용저분교장 폐교 및 본교 통합
- 1994년 3월 1일 용화분교장 폐교 및 일월국민학교 통합
- 1994년 3월 1일 일월국민학교 문암분교장 격하 편입
- 1994년 9월 1일 폐교 및 일월국민학교 통합